# Saint-Izaire
Saint-Izaire é uma comuna francesa na região administrativa de Occitânia, no departamento de Aveyron. Estende-se por uma área de 34,48 km². Em 2010 a comuna tinha 312 habitantes (densidade: 9 hab./km²).